# Xã Warren, Quận Poweshiek, Iowa
Xã Warren (tiếng Anh: Warren Township) là một xã thuộc quận Poweshiek, tiểu bang Iowa, Hoa Kỳ. Năm 2010, dân số của xã này là 430 người.